# Hallstutjärnen
Hallstutjärnen är en sjö i Åre kommun i Jämtland och ingår i Indalsälvens huvudavrinningsområde. Sjön har en area på 0,223 kvadratkilometer och ligger 515,2 meter över havet.

## Delavrinningsområde
Hallstutjärnen ingår i det delavrinningsområde (703253-138354) som SMHI kallar för Mynnar i Indalsälven. Medelhöjden är 484 meter över havet och ytan är 5,35 kvadratkilometer. Det finns inga avrinningsområden uppströms utan avrinningsområdet är högsta punkten. Vattendraget som avvattnar avrinningsområdet har biflödesordning 2, vilket innebär att vattnet flödar genom totalt 2 vattendrag innan det når havet efter 293 kilometer. Avrinningsområdet består mestadels av skog (80 procent). Avrinningsområdet har 0,22 kvadratkilometer vattenytor vilket ger det en sjöprocent på 4,1 procent.